# On the Quiet
Pour plus de détails, voir Fiche technique et Distribution.
On the Quiet est un film muet américain réalisé par Chester Withey et sorti en 1918.

## Synopsis
Robert Ridgway est amoureux d'Agnès Colt mais son frère qui est le gardien de son domaine s'oppose aux escapades sauvages de Robert. Ce dernier retourne à l'université et promet d'être sage. La sœur d'Agnès est jalouse de son mari, un duc, et pour tester leur amour, il organise une fête dans la chambre de Robert. Agnès rend ainsi visite à Robert pendant que la fête et lorsque son frère découvre son absence, il part à sa recherche. Robert et Agnès s'échappent vers une station de sauvetage, enfilent des casques de plongée et se cachent au fond de la mer. Pendant ce temps, McGeachy, qui a été témoin du mariage, explique toute l'affaire aux autres.

## Fiche technique
- Titre : On the Quiet
- Réalisation : Chester Withey
- Scénario : Charles E. Whittaker, d'après la pièce d'Augustus E. Thomas
- Photographie : William Marshall
- Montage :
- Producteur :
- Société de production : Famous Players-Lasky Corporation
- Société de distribution : Famous Players-Lasky Corporation
- Pays de production :  États-Unis
- Langue : film muet avec les intertitres en anglais
- Format : Noir et blanc — 35 mm — 1,33:1 — Muet
- Genre : Comédie romantique
- Durée : 50 minutes (0 h 50)
- Date de sortie : 
  - États-Unis : 25 août 1918

## Distribution
- John Barrymore : Robert Ridgeway
- Lois Meredith : Agnes Colt
- Frank Losee : le juge Ridgeway
- Jack W. Johnston : Horace Colt
- Alfred Hickman : Hix
- Helen Greene : Ethel Colt
- Cyril Chadwick : le duc de Carbondale
- Frank Belcher : McGeachy
- Nan Christy : une danseuse de revue
- Dell Boone : une danseuse de revue
- Dan Mason : l'employé de bureau
- Frank Hilton : le secrétaire
- Otto Okuga : le valet
- Louise Lee : la femme de chambre